# شوهي أوكادا
شوهي أوكادا (باليابانية: 岡田 翔平) (29 أبريل 1989 في كاواساكي في اليابان – )؛ هو لاعب كرة قدم ياباني سابق كان يلعب كمهاجم.

## وصلات خارجية
- شوهي أوكادا على موقع رابطة كرة القدم اليابانية للمحترفين (اليابانية)
- شوهي أوكادا على موقع قاعدة بيانات كرة القدم.إي يو (الإنجليزية)
- شوهي أوكادا على موقع Soccerway.com (الإنجليزية)
- شوهي أوكادا على موقع عالم كرة القدم.نت (الإنجليزية)
- شوهي أوكادا على موقع كووورة